# Lances de Malissard
Lances de Malissard – szczyt w Préalpes de Savoie, części Alp Zachodnich. Leży we wschodniej Francji w regionie Owernia-Rodan-Alpy. Należy do Massif de la Chartreuse.